# مدووینه
مدووینه (به صربی: Medovine) یک روستا در صربستان است که در ایوانئیتسا واقع شده‌است.
 مدووینه ۳۹٫۳۰ کیلومتر مربع مساحت و ۹۸ نفر جمعیت دارد.